# Igrce
Igrce – widowiska średniowieczne.
Miały charakter ludyczny, czyli zabawny, daleki od spraw religii, bliski życia codziennego i spraw doczesnych. Prezentowane pod gołym niebem, zwykle podczas jarmarku przez wędrownych artystów o rozmaitych umiejętnościach: akrobatów, grajków, śpiewaków, mimów i żartownisiów. O tego typie teatru wiemy tylko ze źródeł przekazu ustnego, literacką wizję takich występów dał Wacław Berent w powieści historycznej Żywe kamienie z 1918 roku.